# V Giochi dell'Asia orientale
I V Giochi dell'Asia orientale si sono svolti a Hong Kong, dal 5 al 13 dicembre 2009.
Hanno visto coinvolte 9 rappresentative nazionali, per un totale di 2377 atleti, impegnati in 22 discipline sportive.

## Giochi

### Paesi partecipanti
Ai giochi hanno partecipato nove delegazioni nazionali:
- Cina
- Guam
- Hong Kong
- Giappone
- Macao
- Mongolia
- Corea del Nord
- Corea del Sud
- Taipei cinese

## Medagliere
| Pos.   | Paese          |     |     |     | Totale |
| ------ | -------------- | --- | --- | --- | ------ |
| 1      | Cina           | 113 | 73  | 46  | 232    |
| 2      | Giappone       | 62  | 58  | 70  | 190    |
| 3      | Corea del Sud  | 39  | 45  | 59  | 143    |
| 4      | Hong Kong      | 26  | 31  | 53  | 110    |
| 5      | Taipei cinese  | 8   | 34  | 47  | 89     |
| 6      | Macao          | 8   | 9   | 12  | 29     |
| 7      | Corea del Nord | 6   | 8   | 11  | 25     |
| 8      | Mongolia       | 0   | 4   | 16  | 20     |
| 9      | Guam           | 0   | 0   | 1   | 1      |
| Totale | Totale         | 262 | 262 | 315 | 839    |